# Rue de la Princesse (Madrid)
Pour les articles homonymes, voir Rue Princesse.
La rue de la Princesse (en espagnol : Calle [de la] Princesa) est une voie de circulation située dans la ville de Madrid, en Espagne.

## Situation
Orientée sud-est/nord-ouest, elle s'étend sur 1,3 km entre la place d'Espagne et celle de la Moncloa, dans le prolongement de la Gran Via.

## Nom
Elle doit son nom à la princesse Isabelle (1851-1931), fille de la reine Isabelle II d'Espagne.